# 불광역
불광역(佛光驛, Bulgwang station)은 서울특별시 은평구 통일로 지하 723-1(불광1동 14-1번지)에 있는 수도권 전철 3호선과 서울 지하철 6호선의 환승역이다. 역명과는 달리 대조동에 있다. 또한 서울 지하철 3호선과 서울 지하철 6호선은 이 역부터 연신내역까지 계속 환승역이다

## 역사
- 1983년 9월 13일 : 불광역으로 역명 결정[2]
- 1985년 7월 12일: 서울 지하철 3호선 구파발 ~ 독립문 구간 개통과 함께 영업 개시
- 2000년 12월 15일 : 서울 지하철 6호선 개통과 함께 환승역이 됨

## 역 구조
3호선은 2면 2선의 상대식 승강장이고, 6호선은 1면 1선의 단선 승강장이며, 두 노선 모두 승강장에 스크린도어가 설치되어 있다. 출구는 총 9개가 있다.

 이 역은 반대방향으로 횡단이 불가능한 역으로, 6호선 갈아타는 곳 승강장으로 이동하여 반대방향으로 횡단하여야 한다.

### 환승
환승은 3호선 → 6호선(독바위역에 가는 승객만) 또는 6호선 → 3호선 환승 때 불광역을 이용하는 것이 적합하다.

### 3호선 승강장
| 연신내 ↑ |
| \| 상    |
| ↓ 녹번   |

| 상행 | ● 수도권 전철 3호선 | 연신내 · 구파발 · 지축 · 백석 · 정발산 · 대화 방면 |
| 하행 | ● 수도권 전철 3호선 | 경복궁 · 충무로 · 약수 · 도곡 · 오금 방면          |

### 6호선 승강장
| 독바위 ↑ |
|          |
| 역촌     |

| 순환 | ● 서울 지하철 6호선 | 독바위 · 응암 · 디지털미디어시티 · 월드컵경기장 · 효창공원앞 · 신내 방면 |

## 역 주변
1번 출구
- 불광1동주민센터

2번 출구 
- 서울혁신파크
- 녹번지구대
- 구기터널 방면
- 한국여성정책연구원
- 서울시50플러스 서부캠퍼스
- 한국행정연구원
- 한국환경산업기술원

3번 출구 
- 한국전력서대문은평지사
- 은평구청 방면
- 은평여성인력개발센터
- 은평문화예술회관
- 녹번초등학교

4번 출구 
- 녹번동

5번 출구 
- 대조동

6번 출구 
- 대조시장

7번 출구 
- 대조동
- 대조치안센터
- 대조동우체국
- 동명여자고등학교 / 동명생활경영고등학교
- 국민연금공단 은평지사
- 대은초등학교

8번 출구
- 불광1동
- 불광초등학교
- 국민건강보험공단 은평지사

9번 출구 
- 불광1동주민센터
- 불광롯데캐슬아파트
- 현대힐스테이트아파트

## 이용객 변동
6호선의 2000년 자료는 개통일인 2000년 12월 15일부터 12월 31일까지 총 17일간의 집계를 반영한 것이다.
| 노선  | 노선   | 일평균 인원수 (명/일) | 일평균 인원수 (명/일) | 일평균 인원수 (명/일) | 일평균 인원수 (명/일) | 일평균 인원수 (명/일) | 일평균 인원수 (명/일) | 일평균 인원수 (명/일) | 일평균 인원수 (명/일) | 일평균 인원수 (명/일) | 일평균 인원수 (명/일) | 각주  |
| 노선  | 노선   | 2000년                | 2001년                | 2002년                | 2003년                | 2004년                | 2005년                | 2006년                | 2007년                | 2008년                | 2009년                | 각주  |
| ----- | ------ | --------------------- | --------------------- | --------------------- | --------------------- | --------------------- | --------------------- | --------------------- | --------------------- | --------------------- | --------------------- | ----- |
| 3호선 | 승차   | 19,975                | 17,498                | 17,438                | 17,322                | 17,889                | 18,130                | 17,964                | 18,277                | 18,262                | 18,667                | [ 3 ] |
| 3호선 | 하차   | 18,132                | 16,361                | 16,585                | 16,573                | 17,451                | 18,475                | 18,593                | 19,205                | 19,444                | 19,922                | [ 3 ] |
| 3호선 | 승하차 | 38,108                | 33,859                | 34,023                | 33,895                | 35,340                | 36,604                | 36,557                | 37,482                | 37,706                | 38,589                | [ 3 ] |
| 6호선 | 승차   | 2,402                 | 2,298                 | 2,591                 | 2,805                 | 2,918                 | 3,451                 | 3,633                 | 3,984                 | 4,251                 | 4,521                 | [ 4 ] |
| 6호선 | 하차   | 1,734                 | 1,975                 | 2,258                 | 2,499                 | 2,624                 | 3,169                 | 3,349                 | 3,607                 | 3,912                 | 4,009                 | [ 4 ] |
| 6호선 | 승하차 | 4,136                 | 4,273                 | 4,849                 | 5,303                 | 5,543                 | 6,620                 | 6,983                 | 7,591                 | 8,163                 | 8,530                 | [ 4 ] |
| 노선  | 노선   | 2010년                | 2011년                | 2012년                | 2013년                | 2014년                | 2015년                | 2016년                | 2017년                | 2018년                |                       |       |
| 3호선 | 승차   | 18,802                | 18,791                | 18,640                | 19,228                | 19,726                | 19,532                | 19,982                | 19,607                | 19,276                |                       |       |
| 3호선 | 하차   | 20,124                | 20,074                | 20,237                | 20,964                | 21,597                | 21,257                | 21,747                | 21,410                | 21,140                |                       |       |
| 3호선 | 승하차 | 38,926                | 38,865                | 38,877                | 40,192                | 41,324                | 40,790                | 41,729                | 41,017                | 40,416                |                       |       |
| 6호선 | 승차   | 4,830                 | 4,950                 | 5,224                 | 5,454                 | 5,743                 | 5,774                 | 5,856                 | 5,724                 | 5,635                 |                       |       |
| 6호선 | 하차   | 4,189                 | 4,470                 | 5,000                 | 5,270                 | 5,487                 | 5,488                 | 5,563                 | 5,474                 | 5,400                 |                       |       |
| 6호선 | 승하차 | 9,019                 | 9,420                 | 10,224                | 10,725                | 11,230                | 11,262                | 11,419                | 11,198                | 11,035                |                       |       |

## 인접한 역
| 서울 지하철 3호선    | 서울 지하철 3호선   | 서울 지하철 3호선    |
| -------------------- | ------------------- | -------------------- |
| 321 연신내 대화 방면 | ● 수도권 전철 3호선 | 323 녹번 오금 방면   |
| 서울 지하철 6호선    |                     |                      |
| 611 역촌 응암 순환   | ● 서울 지하철 6호선 | 613 독바위 신내 방면 |

## 사진

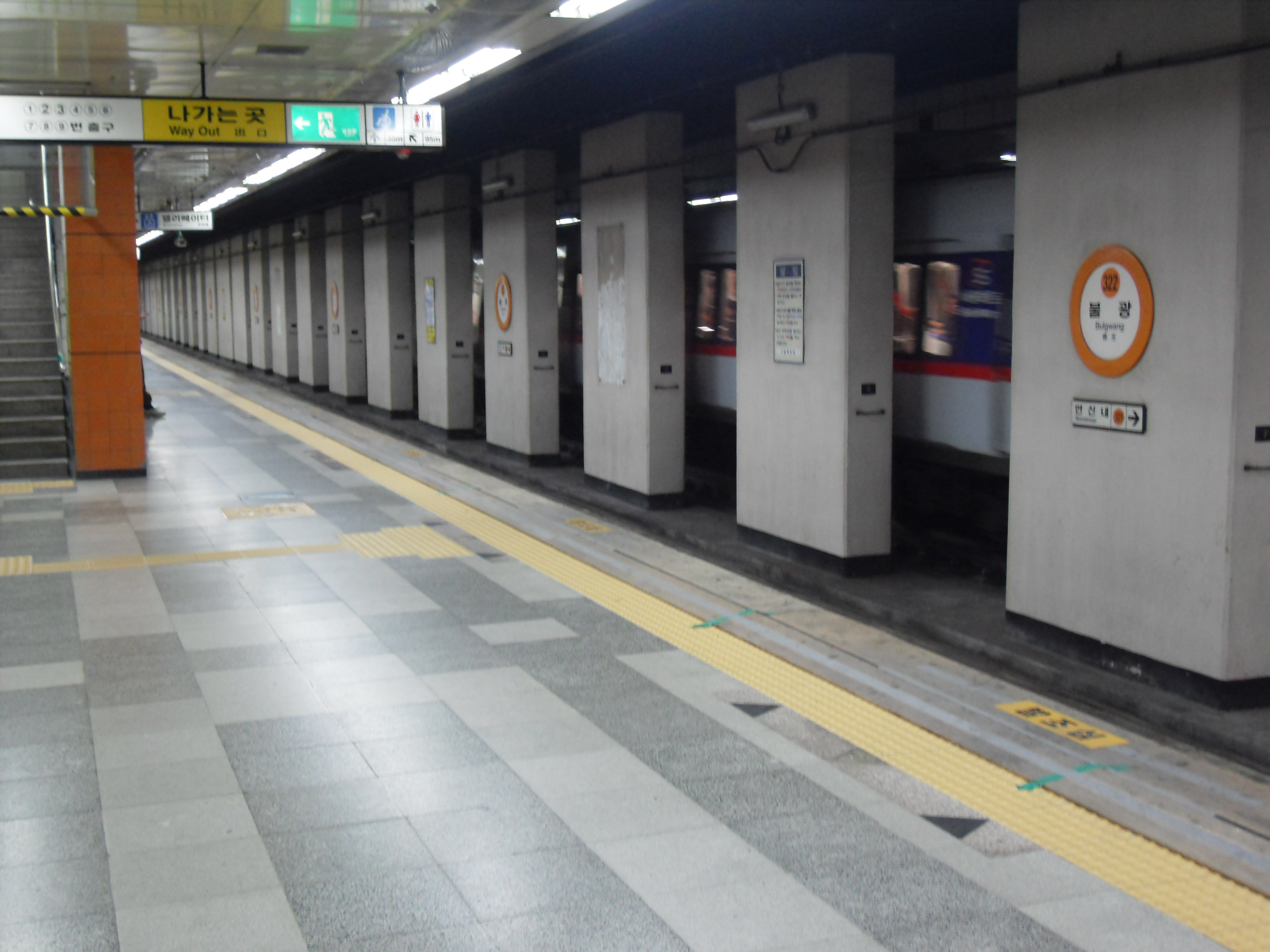
3호선 승강장 (스크린도어 설치 전)
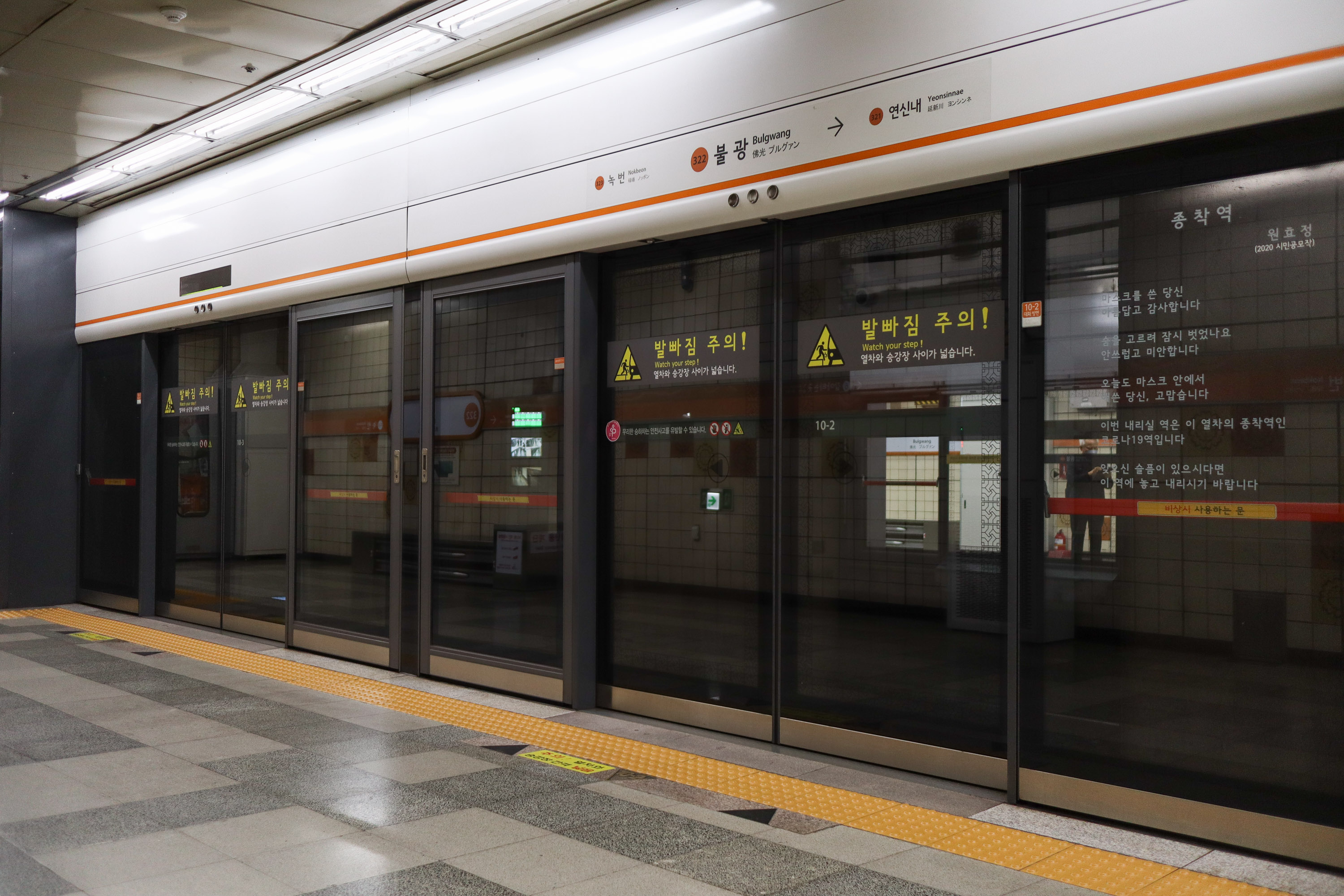
3호선 승강장
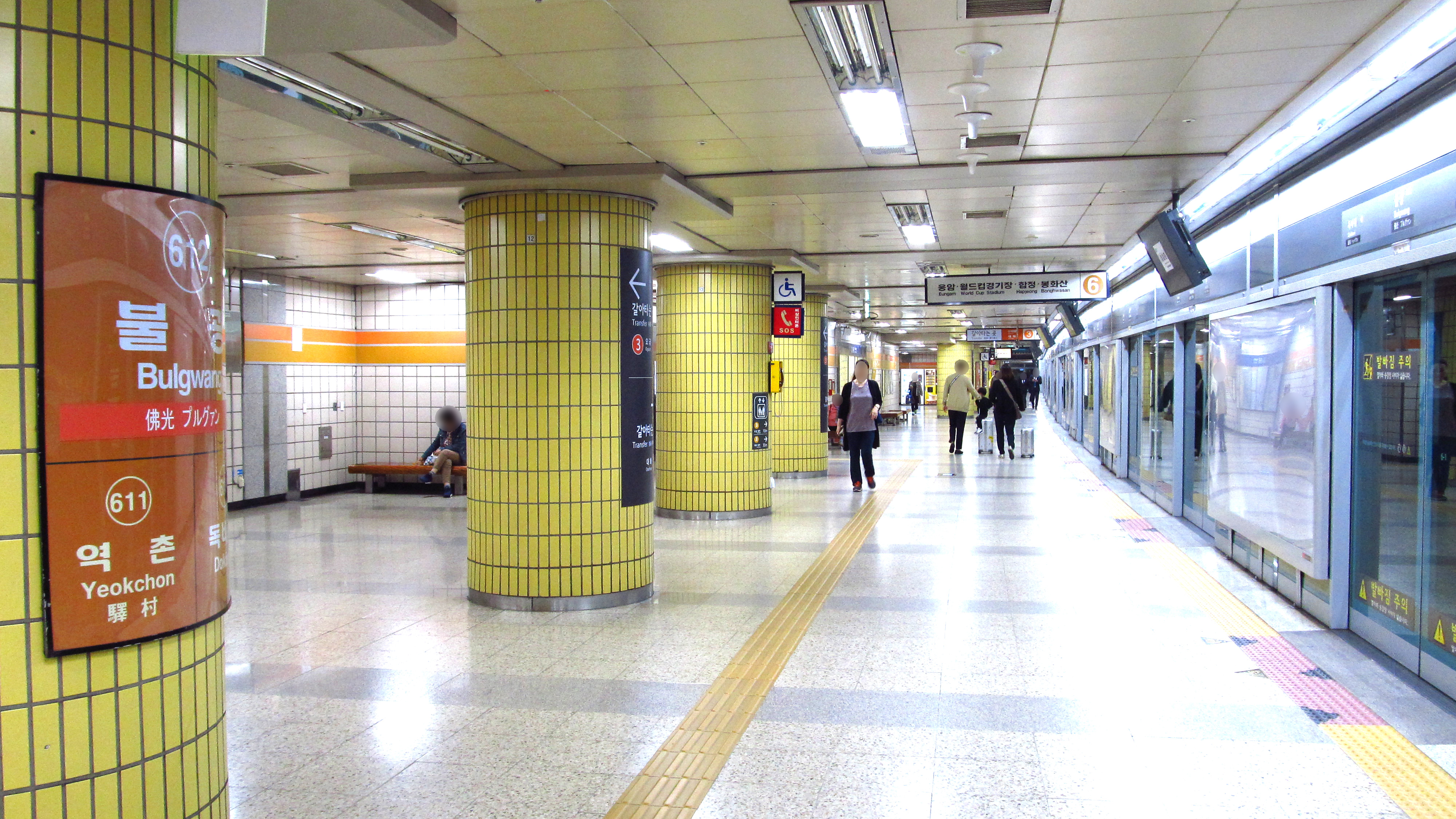
6호선 단선 승강장
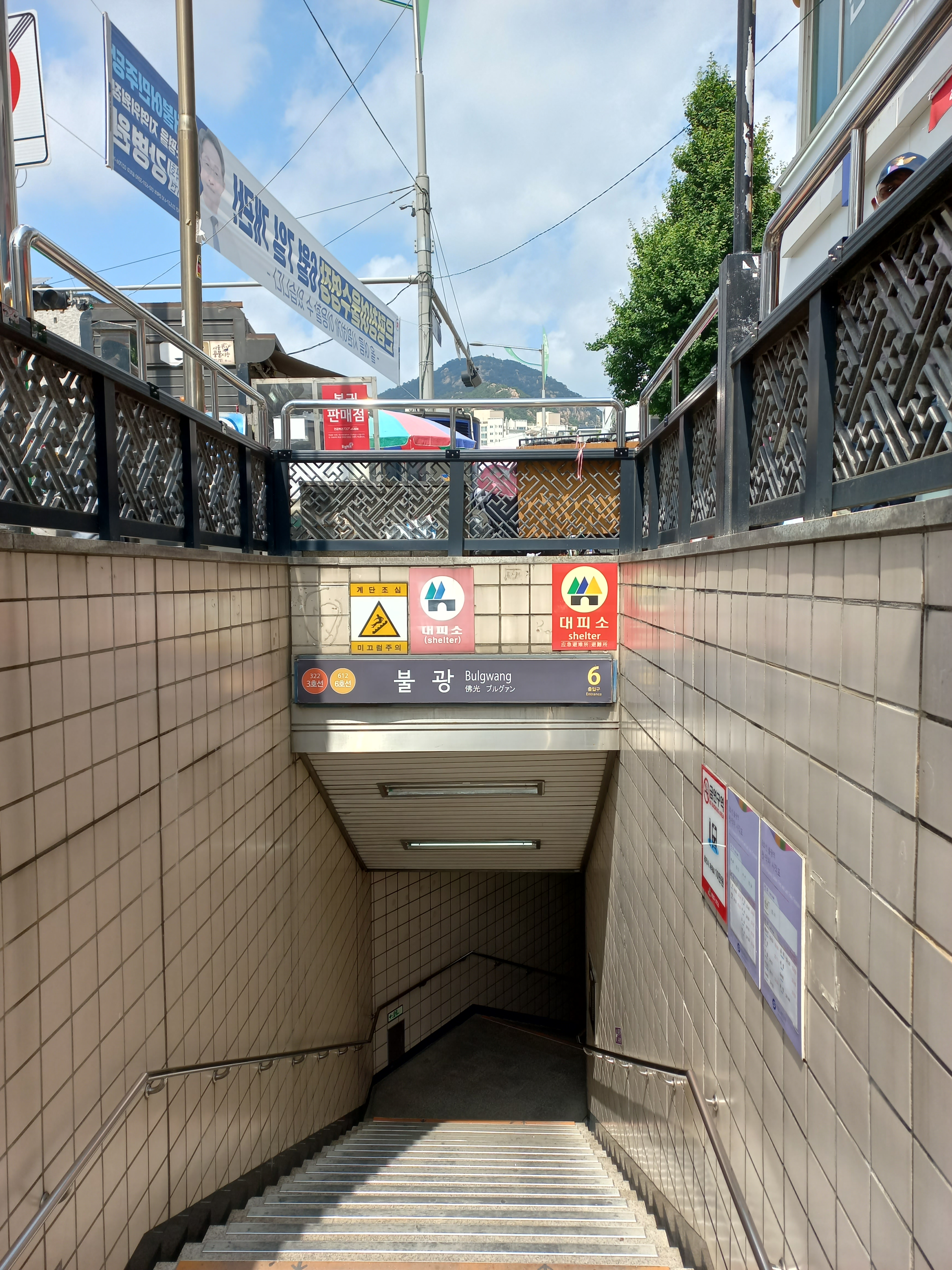
6번출구
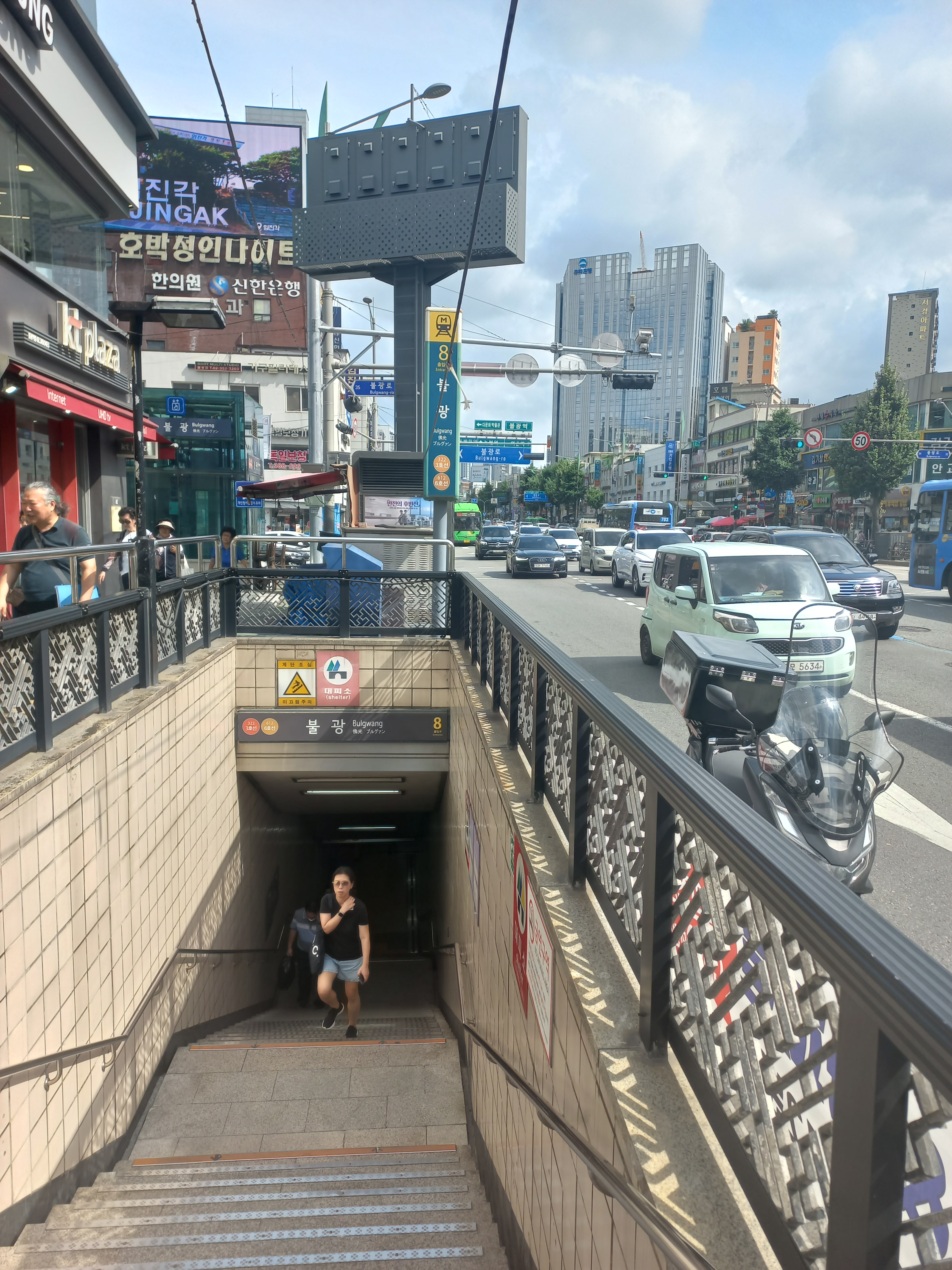
8번출구
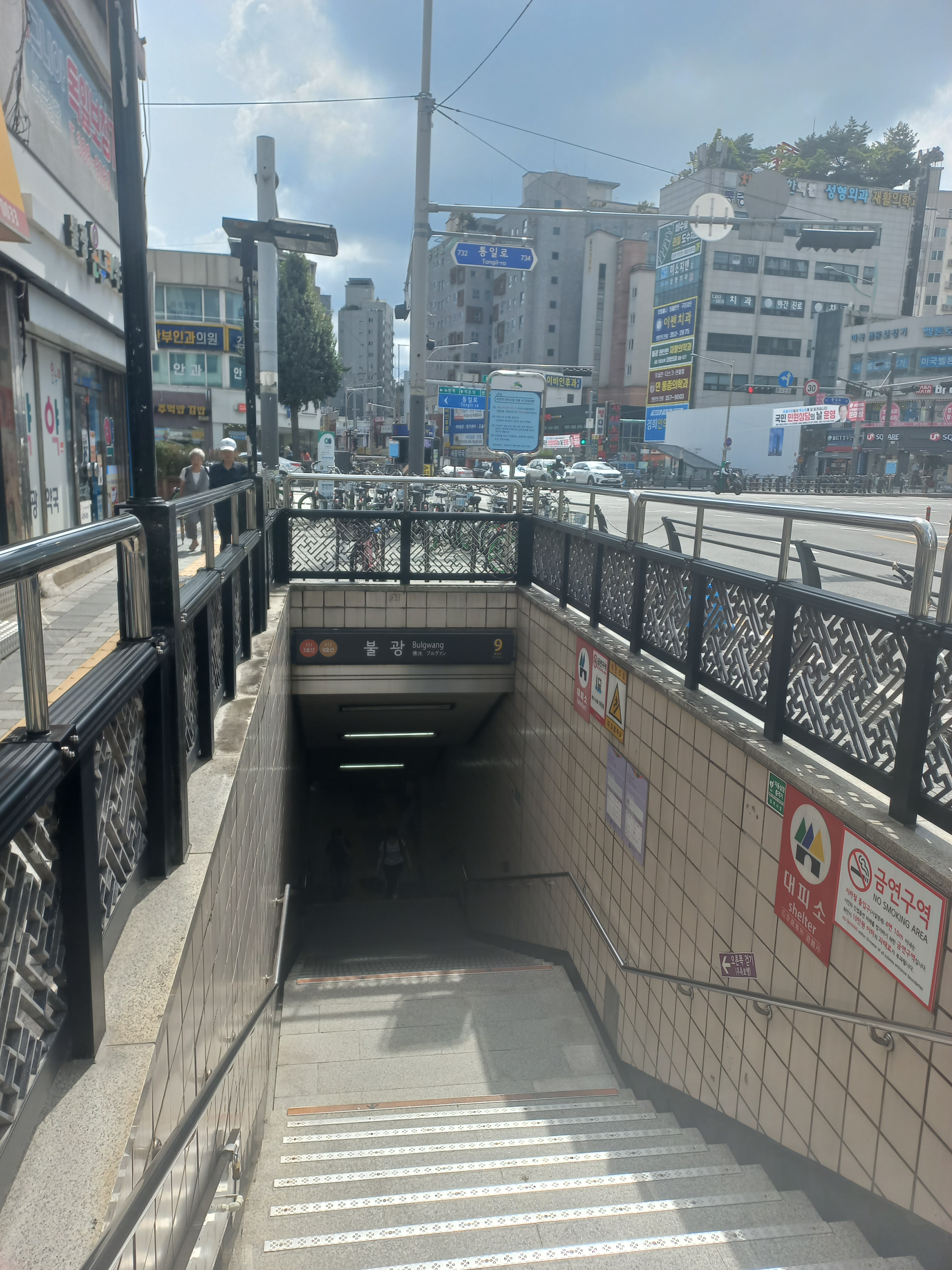
9번출구